# Frans Senior Open
Het Frans Senior Open, ook het Open de France Seniors genoemd, was een golftoernooi van de Europese Senior Tour. Het is vijf keer gespeeld in de periode van 1992 - 2007.
In 1998 won Brian Waites met een score van 66-66-63. Zijn laatste ronde vestigde een nieuw baanrecord op die baan.
| Jaar | Toernooinaam              | Baan                       | Winnaar         | Score | Prijzengeld |
| ---- | ------------------------- | -------------------------- | --------------- | ----- | ----------- |
| 1992 | La Bresse Seniors         | Golf de la Bresse          | José Maria Roca |       |             |
| 1994 | D Day Seniors Open        | Omaha Beach Golf Club      | Brian Waites    |       |             |
| 1998 | Elf Seniors Open          | Pau Golf Club              | Brian Waites    | -12   |             |
| 2004 | Open de France Seniors    | Omaha Beach Golf Club      | Bob Cameron     | -6    | € 200.000   |
| 2007 | Open de France de Divonne | Golf du Domaine de Divonne | Juan Quiros     | -8    | € 325.000   |